# Coupe continentale de combiné nordique 2010
Navigation
2008 — 2009 2010 — 2011
| \| Otepää Titisee-Neustadt Bischofshofen Eisenerz Kranj Karpacz Høydalsmo Kuusamo \| Les sites des compétitions (manquent Park City et Lake Placid) |
| Otepää Titisee-Neustadt Bischofshofen Eisenerz Kranj Karpacz Høydalsmo Kuusamo                                                                      |

La coupe continentale de combiné nordique 2009 — 2010 fut la deuxième édition de la coupe continentale, compétition de combiné nordique organisée annuellement et qui était appelée de 1991 à 2008 la coupe continentale de combiné nordique.
Elle s'est déroulée du 12 décembre 2009 au 14 mars 2010, en vingt épreuves dont une annulée.
Cette coupe continentale a débuté comme la saison précédente, aux États-Unis, dans l'Utah, à Park City, puis a fait étape au cours de la saison dans l'état de New-York, à Lake Placid,
en Estonie, dans la station d'Otepää,
en Allemagne (Titisee-Neustadt, où l'une des deux épreuves fut annulée),
en Autriche (Bischofshofen et Eisenerz),
en Slovénie (Kranj),
en Pologne, (Karpacz),
en Norvège (Høydalsmo),
pour s'achever en Finlande, à Kuusamo.
Elle a été remportée par l'autrichien Tomaz Druml, dont ce fut la première victoire dans cette compétition avec celle de la saison 2014.

## Classement général
| Rang | Nom                 | Points |
| ---- | ------------------- | ------ |
| 1    | Tomaz Druml         | 920    |
| 2    | Benjamin Kreiner    | 702    |
| 3    | Christian Beetz     | 623    |
| 4    | Nicolas Martin      | 522    |
| 5    | Marco Pichlmayer    | 447    |
| 6    | Håvard Klemetsen    | 444    |
| 7    | Tobias Kammerlander | 389    |
| 8    | Florian Pinel (de)  | 381    |
| 9    | Steffen Tepel       | 355    |
| 10   | Ruben Welde         | 337    |
| 11   | Andreas Günter      | 319    |
| 12   | Wolfgang Bösl       | 318    |

## Calendrier
| Date                    | Épreuve        | Vainqueur               | Deuxième         | Troisième                  |
| 1 — 2. Park City        |                |                         |                  |                            |
| 12/12/2009              | HS 134 / 10 km | Todd Lodwick            | Tomaz Druml      | Steffen Tepel              |
| 13/12/2009              | HS 134 / 10 km | Todd Lodwick            | Tomaz Druml      | Steffen Tepel              |
| 3 — 4. Lake Placid      |                |                         |                  |                            |
| 19/12/2009              | HS 100 / 10 km | Tomaz Druml             | Andreas Günter   | Taylor Fletcher            |
| 20/12/2009              | HS 100 / 10 km | Tomaz Druml             | Andreas Günter   | Fabian Rießle              |
| 5 — 6. Otepää           |                |                         |                  |                            |
| 9/01/2010               | HS 100 / 10 km | Håvard Klemetsen        | Marco Pichlmayer | Mark Schlott               |
| 10/01/2010              | HS 100 / 10 km | Tobias Kammerlander     | Thomas Kjelbotn  | Mark Schlott               |
| 7 — 8. Titisee-Neustadt |                |                         |                  |                            |
| 16/01/2010              | HS 142 / 10 km | Sebastian Reuschel (de) | Christian Beetz  | Dominik Dier               |
| 17/01/2010              | HS 142 / 10 km | Épreuve annulée         | Épreuve annulée  | Épreuve annulée            |
| 9 — 10. Bischofshofen   |                |                         |                  |                            |
| 23/01/2010              | HS 140 / 10 km | Benjamin Kreiner        | Christian Beetz  | Michael Hollenstein        |
| 24/01/2010              | HS 140 / 10 km | Christian Beetz         | Dominik Dier     | Nicolas Martin             |
| 11 — 12. Eisenerz       |                |                         |                  |                            |
| 6/02/2010               | HS 95 / 10 km  | Tomaz Druml             | Benjamin Kreiner | Truls Sønstehagen Johansen |
| 7/02/2010               | HS 95 / 10 km  | Tomaz Druml             | Lukas Klapfer    | Marco Pichlmayer           |
| 13 — 14. Kranj          |                |                         |                  |                            |
| 13/02/2010              | HS 109 / 10 km | Lukas Klapfer           | Nicolas Martin   | Tomaz Druml                |
| 14/02/2010              | HS 109 / 10 km | Tomaz Druml             | Nicolas Martin   | Gudmund Storlien           |
| 15 — 16. Karpacz        |                |                         |                  |                            |
| 27/02/2010              | HS 94 / 10 km  | Tomaz Druml             | Nicolas Martin   | Håvard Klemetsen           |
| 28/02/2010              | HS 94 / 10 km  | Tomaz Druml             | Håvard Klemetsen | Florian Pinel (de)         |
| 17 — 18. Høydalsmo      |                |                         |                  |                            |
| 6/03/2010               | HS 94 / 10 km  | Håvard Klemetsen        | Magnus Krog      | Ruben Welde                |
| 7/03/2010               | HS 94 / 10 km  | Håvard Klemetsen        | Magnus Krog      | Andreas Günter             |
| 19 — 20. Kuusamo        |                |                         |                  |                            |
| 13/03/2010              | HS 142 / 10 km | Ole Martin Storlien     | Christian Beetz  | Carlos Kammerlander        |
| 14/03/2010              | HS 142 / 10 km | Christian Beetz         | Ruben Welde      | Wolfgang Bösl              |